# Тыдэотта (приток Хейгияхи)
Тыдэотта (устар. Тыдэ-Отта) — река в России, протекает по территории Надымского района Ямало-Ненецкого автономного округа. Один из левых притоков реки Хейгияха, впадает в неё на 6-м километре от устья. Длина реки составляет 15 км. Недалеко от устья реку пересекает автодорога Белоярский—Надым.

## Данные водного реестра
По данным государственного водного реестра России относится к Нижнеобскому бассейновому округу, водохозяйственный участок реки — Надым. Речной бассейн реки — Надым.
Код объекта в государственном водном реестре — 15030000112115300051009.